# John Holmes
John Curtis Holmes, nato John Curtis Estes (Ashville, 8 agosto 1944 – Los Angeles, 13 marzo 1988), è stato un attore pornografico statunitense.
Noto anche come John C. Holmes o Johnny Wadd (dal nome del personaggio da lui stesso interpretato, reso celebre dal film Lampi di passione (Rings of Passion), protagonista di una «saga di pellicole a tema porno-poliziesco» degli anni settanta), Holmes deve la sua notorietà alle eccezionali dimensioni del suo pene, considerato uno dei più grossi comparsi nel cinema a luci rosse.
Comparso in 2 250 film, risultando quindi uno dei pornodivi più richiesti e popolari di tutti i tempi, morì nel 1988 a causa di complicanze legate all'AIDS.

## Biografia

### Gli anni della giovinezza
Nacque nel piccolo paese di Ashville (Ohio) l'8 agosto 1944, figlio di Carl Estes (un ferroviere) e di Mary June Barton (una casalinga). Non conobbe mai il padre biologico, mentre sua madre, che era una devota battista, diversi anni dopo la nascita del figlio si risposò con Edward Holmes, un alcolizzato già padre di quattro figli; di conseguenza John assunse legalmente il cognome del patrigno.
Nel 1960 all'età di sedici anni e con il consenso della madre si arruolò volontario nell'esercito degli Stati Uniti, trascorrendo tre anni in Germania nei Signal Corps, le unità delle trasmissioni dello US Army. Subito dopo essersi congedato con onore si trasferì a Los Angeles (in California), dove si mantenne svolgendo diversi mestieri. Durante un periodo di lavoro come autista di ambulanze conobbe un'infermiera di nome Sharon Gebenini e i due si sposarono nel 1965.

### La carriera porno
(Bob Vosse)
Nei successivi due anni John e la moglie vissero una vita tranquilla e serena. Trovò lavoro come operatore di carrello elevatore in un magazzino, ma il luogo era gelido e ne trasse gravi problemi di salute, inclusi tre distinti collassi respiratori. Mentre era in convalescenza frequentò un locale di Gardena: in bagno incontrò un uomo che rimase sbalordito dalle dimensioni del suo pene (definito la sua «prodigiosa lancia») e lo incoraggiò a entrare nella pornografia. Allettato dall'idea del facile guadagno iniziò a posare per diverse riviste pornografiche e in seguito passò alle pellicole girate in 8 mm.
Nonostante il suo desiderio di anonimato, tanto da tenere la moglie all'oscuro della sua nuova attività, il pene di John Holmes era così grande che le case di distribuzione delle pellicole in 8 mm non resistettero alla tentazione di utilizzare questa particolarità anatomica per farsi pubblicità. Tuttavia gli annunci pubblicitari dei suoi primi film menzionavano raramente un nome per John e, quando lo facevano, ne usavano uno che richiamava ben poco quello dell'attore: per esempio, in un pieghevole del film Swedish Erotica del 1973 apparve in cinque scene, ma con un nome diverso in ognuna di esse, anche se apparve ovvio dai tratti somatici e dalla stazza del pene che Big Dick, Dave, Fred, Rudy e Stan erano in realtà la stessa persona.
Con il successo di The Devil in Miss Jones (1972), Deep Throat (1972) e Behind the Green Door (1973) il porno diventò di moda, sebbene la sua legalità fosse pesantemente contestata: anche John Holmes fu arrestato con l'accusa di sfruttamento della prostituzione, ma riuscì a evitare la prigione diventando un informatore per conto della polizia di Los Angeles. Nel 1973 la sua popolarità iniziò a crescere sempre di più grazie a una serie di film pornografici che avevano come protagonista un investigatore privato di nome Johnny Wadd. Nel 1978 guadagnava circa 3 000 dollari al giorno e nel 1981 affermò in un'intervista di aver fatto sesso con oltre 14 000 donne.
Oltre alle dimensioni del proprio pene, il successo di John Holmes fu anche legato a un periodo del cinema pornografico in cui una forte personalità e un certo talento aiutavano molto la costruzione della fama, visto che agli attori e attrici pornografici veniva ancora richiesta una certa capacità recitativa e che molti registi e operatori pornografici avevano comunque pregresse esperienze nel cinema di massa e sapevano quindi come valorizzare questi elementi. Negli anni settanta infatti i film pornografici avevano ancora trama e intreccio: una visione anche cursoria dei film di John Holmes segnalava come lui in effetti prendesse sul serio questo aspetto e s'impegnasse a calarsi nel personaggio e nel modulare emozioni in maniera espressiva.
Riguardo la notevole dimensione del pene di Holmes, non esiste un dato ufficiale, comunque la misura più accreditata è 34 centimetri: infatti nel 2003 durante la prima uscita del film Wonderland, a Los Angeles, agli spettatori in sala furono distribuiti come gadget dei righelli da 34 centimetri, che è la stima più diffusa tra le tante della misura del pene di Holmes; tale lunghezza  non spaventava le attrici pornografiche, che mai si rifiutarono di lavorare con lui: l'attore era infatti considerato dalle sue colleghe come un «vero gentiluomo», anche quando era visibilmente sotto l'effetto della cocaina.

### La droga e gli omicidi di Wonderland Avenue
Nonostante il successo, la fama e il denaro che John guadagnava con la pornografia, la stessa non gli bastò più, per via della sua grave tossicodipendenza, pertanto iniziò a spacciare per conto di bande criminali, a prostituirsi (sia con donne sia con uomini), a compiere frodi con carte di credito rubate e a commettere piccoli furti. Nel 1976 ebbe una relazione adulterina con una ragazza sedicenne di nome Dawn che si prostituì anche per suo conto. Nel 1981 fu arrestato per aver rubato un computer da un'automobile.
In quello stesso periodo Johm Holmes aveva stretto amicizia con il narcotrafficante Eddie Nash, che lo riforniva di cocaina e altri tipi di stupefacenti. Aveva legami anche con la banda di Wonderland e spesso spacciava per loro conto. Nel 1981 rubò un paio di partite di droga alla banda, causandone l'ira. Per evitare di essere ucciso rivelò ai capi della banda che Nash nascondeva in casa un grande quantitativo di droga, denaro e gioielli, aiutandoli a preparare la rapina, alla quale poi partecipò lui stesso.
Nash sospettò quasi subito di John, gli fece confessare il tradimento e volle vendicarsi della banda di Wonderland: quattro suoi membri furono brutalmente uccisi a bastonate e il caso venne presentato come gli omicidi di Wonderland Avenue. Le impronte insanguinate di John furono trovate sulla spalliera di un letto, quindi fu arrestato in relazione agli omicidi e trascorse sei mesi in prigione, non avendo i soldi per pagare la cauzione.
Anche se fu poi assolto dall'accusa di omicidio, si rifiutò sempre di rivelare quel che sapeva, il che gli fece guadagnare un ulteriore periodo in prigione per oltraggio alla corte. Dopo il processo raccontò in alcune interviste che durante la sua carcerazione alcune guardie carcerarie usavano portarlo in cella di isolamento, dove sarebbe stato costretto a sodomizzare prigionieri indisciplinati e a fare non meglio specificati favori alle stesse guardie, in cambio di speciali privilegi che includevano ore aggiuntive per le visite.

### Gli ultimi anni, la malattia e la morte
La sua prima moglie Sharon Gebenini divorziò mentre era ancora in carcere nel 1982. John ritornò al porno e si ritrovò con più offerte di lavoro di quante ne potesse fisicamente sostenere. La sua dipendenza dalla cocaina era aumentata e da diverse testimonianze, inclusa quella di uno spacciatore di Los Angeles che parlava di Holmes come del suo migliore cliente, risultava che fosse giunto a scassinare automobili e a rubare impianti car stereo per acquistare le dosi.
Chi lavorò con lui in questo periodo riferisce che nonostante l'attore apparisse raramente sotto l'effetto di droghe sul set, la sua dipendenza iniziò a influenzarne le prestazioni al punto da rendergli impossibile mantenere l'erezione per più di due o tre minuti. Iniziò a mancare anche di puntualità e le offerte di lavoro calarono. Bisognoso di denaro, accettò di figurare come protagonista in un film gay, The Private Pleasures of John C. Holmes (1982). Nel film consumò sesso anale non protetto con Joey Yale, che morì di AIDS quattro anni dopo nel 1986: i suoi ammiratori eterosessuali ignoravano che l'attore avesse sperimentato la bisessualità già da anni, partecipando anche ad alcuni brevi film e prostituendosi.
Nel 1986 gli fu diagnosticato l'HIV. L'attore non aveva mai usato siringhe per drogarsi, in quanto aveva una radicata paura degli aghi e la cocaina la inalava. La sua condotta di vita lo esponeva a molteplici potenziali esposizioni al virus e non c'è quindi modo di determinare in quale occasione sia avvenuto il contagio. John Holmes continuò a lavorare per un breve periodo, anche se già molto indebolito dalla malattia, senza usare il preservativo e senza informare le co-attrici delle sue condizioni. Per aver taciuto sulla propria contagiosità gli vennero mosse successivamente forti critiche da diversi esponenti dalla scena porno.
I medici gli spiegarono che avrebbe ancora potuto vivere a lungo se avesse smesso di bere, di fumare, di drogarsi e se avesse condotto una vita più sana e salutare. Tuttavia John non ascoltò nessuno dei loro consigli e anzi – consapevole di essere sempre più vicino alla morte – iniziò a bere più di prima, arrivò a fumare tra i cinque e i sei pacchetti di sigarette al giorno e aumentò l'uso di cocaina. Nel 1986 si trasferì in Europa e in Italia girò due film: Supermaschio per mogli viziose e Carne bollente, quest'ultimo in compagnia di Cicciolina.
Nel 1987 John, ormai martoriato dalla malattia sposò Laurie Rose (nota come Misty Dawn), una porno attrice conosciuta anni prima sul set. Nel 1988 due settimane prima della sua morte alcuni investigatori lo raggiunsero in ospedale nella speranza di ottenere informazioni sui vecchi omicidi di Wonderland, ma lui non parlò. Laurie adottò legalmente il nome di Laura Holmes e nel 1998, a distanza di dieci anni dalla morte del marito, pubblicò la sua biografia intitolata Porn King: Autobiography of John C. Holmes.
Secondo le sue ultime volontà il corpo fu cremato e le sue ceneri disperse in mare. Non fu celebrato alcun funerale: l'attore era infatti ossessionato dal timore che dopo la morte il pene potesse essergli escisso per feticismo o collezionismo e volle quindi che prima della cremazione un medico effettuasse una rapida ricognizione del cadavere per scongiurare il rischio.
La maggior parte dei suoi film divennero di pubblico dominio in seguito al fallimento della Caballero Control Corporation nel 1990. Tuttavia dato che la vita media delle pellicole da 8 mm era molto breve a causa della scarsa qualità dei materiali usati in quel periodo, si ritiene che almeno il 60-70% dei rulli possa essere andato perduto per sempre.

## Nella cultura di massa
- Nel 1978 diverse compagnie furono autorizzate a produrre un vibratore che ricalcasse la forma e le dimensioni del pene eretto di John Holmes, tuttora in commercio.
- Esistono diversi documentari biografici a lui dedicati e in breve diventati di culto:
  - Exhausted: John C. Holmes, the Real Story (1981)
  - Wadd: The Life and Times of John C. Holmes (1999)
  - XXXL: The John Holmes Story, anche conosciuto come The Real Dirk Diggler: The John Holmes Story (2000)
  - John Holmes: The Man, the Myth, the Legend (2004)
- Il gruppo Elio e le Storie Tese gli ha dedicato il brano musicale John Holmes (una vita per il cinema) nell'album Elio Samaga Hukapan Kariyana Turu (1989).[5]
- Nella versione cinematografica di Fantozzi va in pensione nella scena in cui il ragioniere Fantozzi porta la moglie Pina al cinema ad assistere senza saperlo al film per adulti Le Casalingue si può scorgere nei titoli di testa della pellicola il nome di John Holmes, anche se questi non compare in nessuna scena.Inoltre l'anno in cui fu girato il film fu anche il periodo della sua prematura morte.
- Nel film di Quentin Tarantino Le iene del 1992 durante il dialogo iniziale nel ristorante, nel riferirsi alle capacità sessuali del protagonista maschile della canzone Like a Virgin, lo stesso Tarantino nomina Holmes, dicendo «un tipo cazzuto alla John Holmes».
- Dirk Diggler, il protagonista del film Boogie Nights - L'altra Hollywood del 1997 di Paul Thomas Anderson, interpretato da Mark Wahlberg, è ispirato alla figura di John Holmes, sebbene il film non tratti direttamente della sua vita.
- Il caso dei famigerati omicidi di Wonderland Avenue è il fulcro del film Wonderland - Massacro a Hollywood (2003), con Val Kilmer nel ruolo di John Holmes.

## Filmografia parziale
- Body Lust (1969)
- Ai Tropici della passione (Tropic of Passion), regia di Bob Chinn (1973)
- Lampi di passione (Rings of Passion), regia di Bob Chinn & Gail Palmer (1973)
- The Autobiography of a Flea, regia di Sharon McNight (1976)
- Her Last Fling, regia di Carlos Tobalina (con lo pseudonimo "Bruce Van Buren", 1976)
- Le avventure erotiche di Casanova (The New Erotic Adventures of Casanova), regia di John Holmes (1977)
- Fuoco biondo (Blonde Fire), regia di Bob Chinn (1978)
- Le avventure erotiche di Candy (The Erotic Adventure of Candy), regia di Gail Palmer (1978)
- Dracula... Ti succhio (Dracula Sucks), regia di Phillip Marshak (1978)
- Aunt Peg, regia di Anthony Spinelli (1979)
- Insatiable, regia di Stu Segall (con lo pseudonimo "Godfrey Daniels", 1980)
- Rockin' with Seka, regia di Ziggy Ziggowitz (1980)
- Pornofantasie di un superdotato (Prisoner of Paradise), regia di Bob Chinn (1980)
- Ti voglio nuda e bagnata (1981)
- The Private Pleasures of John C. Holmes (1982)
- John Holmes la leggenda (1982)
- Le sexy infermiere (Up 'n' Coming), regia di Stu Segall (1983)
- Fantasie private (Private Fantasies #1), regia di Jack Remy & Stu Segall (1983)
- Dolce Alice (Sweet Alice), regia di Joseph F. Robertson (1983)
- Calde notti nel Far West (1984)
- Those Young Girls, regia di Myles Kidder (1984)
- WPINK-TV: Its Red Hot!!, regia di Myles Kidder (1985)
- The Grafenberg Spot, regia di Artie Mitchell (1985)
- Carezze carnali (The Good the Bad & the Horny), regia di Patti Rhodes-Lincoln (1985)
- Girls on Fire, regia di Jack Remy (1985)
- Chastity Johnson, regia di Scotty Fox (1986)
- Notte selvaggia (1986)
- La moglie svergognata (The Erotic Adventures of Dickman & Throbbin), regia di Jerome Tanner (1986)
- Supermaschio per mogli viziose (The Devil in Mr. Holmes), regia di Giorgio Grand (con lo pseudonimo "Double Gi", 1987)
- Carne bollente (The Rise and Fall of the Roman Empress), regia di Riccardo Schicchi (1987)

### Doppiatori italiani
- Paolo Maria Scalondro in Dracula... Ti succhio, Dolce Alice, WPINK-TV: Its Red Hot!!, Lampi di passione (doppiaggio 1994)
- Michele Kalamera in Supermaschio per mogli viziose